# Solomys spriggsarum
Solomys spriggsarum là một loài động vật có vú đã tuyệt chủng trong họ Chuột, bộ Gặm nhấm. Loài này được Flannery & Wickler mô tả năm 1990.